# Supercopa de Rumanía 2011
La Supercopa de Rumanía 2011 fue la 13.ª edición de la Supercupa României, que enfrentó al Oţelul Galaţi, campeón de la Liga I, y al Steaua Bucureşti, campeón de la Copa de Rumania. El partido se celebró el 17 de julio de 2011 en el Stadionul Ceahlăul de Piatra Neamţ y el Oţelul Galaţi ganó el partido 1–0, ganando, así, su primer título de la Supercopa de su historia.

## Detalles del partido
| 17 de julio de 2011, 20:45 EEST | Oţelul Galaţi | 1:0 (1:0) | Steaua Bucureşti | Stadionul Ceahlăul, Piatra Neamţ,                                    |                                                                      |
|                                 | Buş 14'       | Reporte   |                  | Asistencia: 13.253 espectadores Árbitro(s): Robert Dumitru (Rumania) | Asistencia: 13.253 espectadores Árbitro(s): Robert Dumitru (Rumania) |

|  |  |

| OȚELUL:          |    |                     |     |     |
|                  |    |                     |     |     |
| GK               | 1  | Branko Grahovac     | 90' |     |
| RB               | 3  | Cornel Râpă         | 89' |     |
| CB               | 30 | Milan Perendija     | 79' | 81' |
| CB               | 18 | Sergiu Costin (c)   |     |     |
| LB               | 23 | Adrian Sălăgeanu    |     |     |
| DM               | 26 | Ionuţ Neagu         |     |     |
| DM               | 29 | Gabriel Giurgiu     |     | 4'  |
| RW               | 8  | Liviu Antal         | 69' |     |
| AM               | 15 | John Ibeh           |     |     |
| LW               | 17 | Laurenţiu Buş       |     |     |
| FW               | 10 | Gabriel Paraschiv   | 40' | 66' |
| Sustituciones:   |    |                     |     |     |
| GK               | 12 | Cristian Brăneţ     |     |     |
| CB               | 16 | Cristian Sârghi     |     | 81' |
| AM               | 37 | Gabriel Viglianti   |     | 4'  |
| LW               | 14 | Silviu Ilie         |     |     |
| LW               | 33 | Sorin Frunză        |     |     |
| FW               | 27 | Marius Pena         |     | 66' |
| FW               | 19 | Bratislav Punoševac |     |     |
| Entrenador:      |    |                     |     |     |
| Dorinel Munteanu |    |                     |     |     |

| STEAUA:        |    |                        |     |     |
|                |    |                        |     |     |
| GK             | 12 | Ciprian Tătăruşanu (c) |     |     |
| RB             | 18 | Novak Martinović       | 59' |     |
| CB             | 22 | George Galamaz         |     |     |
| CB             | 6  | Florin Gardoş          |     |     |
| LB             | 14 | Iasmin Latovlevici     |     |     |
| RW             | 16 | Bănel Nicoliţă         | 57' |     |
| CM             | 26 | Eric Bicfalvi          | 51' |     |
| CM             | 5  | Pablo Brandán          | 39' |     |
| LW             | 10 | Cristian Tănase        |     | 10' |
| FW             | 77 | Leandro Martins        |     |     |
| FW             | 24 | Raul Rusescu           | 66' |     |
| Sustituciones: |    |                        |     |     |
| GK             | 1  | Răzvan Stanca          |     |     |
| RB             | 2  | Gabriel Matei          |     |     |
| CB             | 4  | Valentin Iliev         |     |     |
| LB             | 19 | Valeriu Lupu           |     |     |
| DF             | 3  | Florin Bejan           |     |     |
| CM             | 47 | Dorinel Popa           |     |     |
| CM             | 30 | Liviu Băjenaru         |     | 10' |
| Entrenador:    |    |                        |     |     |
| Ronny Levy     |    |                        |     |     |

| Hombre del partido - Laurenţiu Buş (Oţelul) Equipo de árbitros - Árbitros asistentes: - Cristian Nica - Aurel Oniţă - Cuarto árbitro: - Emil Voicu | Reglas del partido - 90 minutos. - 30 minutos de prórroga en caso de empate. - Tanda de penaltis en caso de empate tras los 120 minutos. - Tres cambios permitidos como máximo por equipo. |